# Libnotes puella
Libnotes puella är en tvåvingeart som beskrevs av Alexander 1925. Libnotes puella ingår i släktet Libnotes och familjen småharkrankar. Inga underarter finns listade i Catalogue of Life.